# Barbara Olmsted
Barbara Olmsted (North Bay, Ontário, 17 de agosto de 1959) é uma ex-canoísta de velocidade canadiana na modalidade de canoagem.

## Carreira
Foi vencedora da medalha de bronze em K-4 500 m em Los Angeles 1984, junto com as suas colegas de equipa Alexandra Barré, Sue Holloway, Lucie Guay.